# Kocka (priimek)
Kocka je priimek v Sloveniji, ki ga je po podatkih Statističnega urada Republike Slovenije na dan 1. januarja 2010 uporabljalo manj kot 5 oseb.

## Znani nosilci priimka
- Katarina Kocka (*1935), plesalka in koreografinja